# Nation crie de Saddle Lake
Pour les articles homonymes, voir Saddle Lake.
La Nation crie de Saddle Lake est une bande indienne de la Première Nation crie en Alberta au Canada. En avril 2016, elle avait une population totale inscrite de 10 385 membres dont 7 243 vivaient sur une réserve. Elle possède trois réserves dont une est partagée avec cinq autres bandes et est basée à Saddle Lake. En fait, le gouvernement de la Nation crie de Saddle Lake est inhabituel puisqu'il comprend deux conseils élus avec chacun leur chef gouvernant sur leur réserve respective, c'est-à-dire Saddle Lake 125 et White Fish Lake 128. Le conseil de cette dernière est appelé Première Nation de Whitefish Lake, ou souvent Première Nation de Whitefish (Goodfish) Lake pour le différencier d'une bande du même nom au Manitoba. Néanmoins, selon la Loi sur les Indiens, la Nation crie de Saddle Lake ne forme qu'un seul gouvernement de bande.

## Réserves
| Nom                 | Superficie (ha) | Emplacement                    |
| ------------------- | --------------- | ------------------------------ |
| Blue Quills         | 96,20           | 3 km à l'ouest de Saint-Paul   |
| Saddle Lake 125     | 25 780,60       | 24 km à l'ouest de Saint-Paul  |
| White Fish Lake 128 | 4 542,70        | 68 km à l'ouest de Bonneyville |

La réserve indienne de Blue Quills est partagée avec cinq autres bandes : la Nation crie de Beaver Lake, les Premières Nations de Cold Lake, Frog Lake, Heart Lake et la Nation crie de Kehewin.
Originellement, le chef Muskegwatic avait également réservé la réserve Washatanow 126 (ou Hollow Hill Creek 126) située sur la rive nord de la rivière Saskatchewan Nord, mais celle-ci fut abandonnée en 1896 en échange d'une parcelle de terre de la même superficie attenante à la réserve Saddle Lake 126 appelée l'« addition de Cache Lake ».